# Verhoeffiella longicornis
Verhoeffiella longicornis is een springstaartensoort uit de familie van de Entomobryidae. De wetenschappelijke naam van de soort is voor het eerst geldig gepubliceerd in 1900 door Absolon.